# Andrònic Ducas (coemperador)
Andrònic Ducas (grec medieval: Ἀνδρόνικος Δούκας, Andrónikos Dukas; nascut cap al 1057 i mort cap al 1077 o després del 1081) fou el tercer fill mascle de l'emperador romà d'Orient Constantí X Ducas (r. 1059-1067), així com un dels germans petits de l'emperador Miquel VII Ducas (r. 1071-1078). A diferència dels seus germans, no fou nomenat coemperador pel seu pare, sinó pel successor d'aquest últim, Romà IV Diògenes (r. 1068-1071). A banda d'això, fou un personatge poc significant que no tenia ni veu ni vot en l'administració de l'imperi.

## Biografia
Andrònic, nascut cap al 1057, era el tercer fill mascle de Constantí X Ducas i Eudòxia Macrembolitissa. Fou educat per Miquel Psel·los. Encara es conserven diverses obres escrites pels erudits més destacats d'aquella època per a la seva instrucció: un tractat de geometria del mateix Psel·los i dos assajos de filosofia de Joan Ítal.
Contràriament als dos germans seus que arribaren a l'edat adulta (un de gran, el futur Miquel VII Ducas, i un de petit, el porfirogènit Constanci Ducas), el seu pare no el feu coemperador. Per aquest motiu, fou l'únic dels tres que no fou associat a la breu regència d'Eudòxia a la mort del seu pare el 1067. Romà IV Diògenes, que succeí a Constantí X en virtut del seu matrimoni amb Eudòxia, el reconegué per fi com a coemperador, tal vegada a instàncies d'Eudòxia. La decisió tenia un rerefons polític: tenir un eixam de coemperadors —entre els quals hi havia igualment els dos fills d'Eudòxia amb Romà— afeblia la posició dels fills de Constantí X en benefici de Romà. A més a més, quan sortí de Constantinoble per emprendre una campanya a Orient poc després de pujar al tron, Romà feu portar Andrònic amb ell, ben bé com si fos un ostatge.
Andrònic romangué coemperador durant el regnat de Miquel VII i potser fins i tot passà per davant de Constanci en l'ordre de precedència. Curiosament, malgrat que sembla que no era gaire competent i que la seva funció era purament simbòlica, figura en algunes llistes posteriors com a emperador romà, entre Romà i Miquel. Es desconeix la data de la seva mort. Demétrios Polemis la situa després del 1081, mentre que Thomas Conley l'avança a principis del 1077, adduint que les fonts no en diuen res en el seu relat de l'atac de Nicèfor Botaniates contra Constantinoble d'aquell any.
Segons una monodia composta per Psel·los en record d'Andrònic, el coemperador deixà una vídua que també morí al cap de poc temps. No tingué descendència.